# 海員の送還に関する条約 (1926年)
海員の送還に関する条約（かいいんのそうかんにかんするじょうやく、英語: Convention concerning the Repatriation of Seamen）は、国際労働機関の条約。1926年6月23日に採択、1928年4月16日に発効した。海員が本国、雇入港または発航港まで送還される権利について定めており、1987年の船員の送還に関する条約と2006年の海上労働条約で改正されている。
2018年4月時点で47か国が批准しており、また批准国のうちメキシコが2002年に脱退、ほか30か国が海上労働条約を批准したことで自動的に脱退している。